# Бунт в тюрьме Сьюдад-Хуарес (2009)
Тюремный бунт произошёл 4 марта 2009 года в мексиканской государственной тюрьме Сьюдад-Хуареса, в штате Чиуауа. В ходе беспорядков не менее 20 человек погибли, 15 получили ранения. Хотя представитель полиции заявил, что во время беспорядков никто из полицейских или охранников не погиб, Красный Крест сообщил, что двое полицейских были убиты. Бунт был спровоцирован дракой между несколькими соперничающими бандами: «Баррио Ацтека», «Лос Мехиклес» и «Артистас Асесинос» (АА).

## События
Беспорядки начались примерно в 7 часов утра по местному времени и продолжались около двух часов. 14 членов «Баррио Ацтека» с ножами обезвредили тюремного охранника и отобрали у него ключи. Затем банда открыла несколько камер, освободив 170 заключенных. Заключённые пробрались в блок, где члены Мехиклеса и АА встречались с семьями и друзьями во время свиданий, и напали на них. Во время беспорядков заключенные поджигали блоки тюремных камер, кололи друг друга ножами, избивали друг друга. Другие заключенные использовали винтовки и железные булавки в качестве оружия. Кроме того, часть заключенных была сброшена со второго этажа зданий. Двое из 20 погибших заключенных скончались в местной больнице, остальные скончались в тюрьме.
По крайней мере 50 военнослужащих мексиканской армии и 200 полицейских были задействованы для прекращения беспорядков. Для подавления насилия также использовались самолёт и два вертолёта. Ранее в тот же день 1500 военнослужащих начали входить в город, чтобы уменьшить насилие, связанное с наркотиками и бандами, которое за последний год унесло жизни 2000 человек в Сьюдад-Хуаресе.